# П'ятницький цвинтар
П'ятницький цвинтар — кладовище Кременецькому районі Кременця, пам'ятка історії та культури: одне з найстаріших у місті, ховати тут почали ще XVI ст. Площа — 1 га.
На мальовничому пагорбі під горою Черчою біліють старовинні кам’яні хрести П’ятницького цвинтаря, яким вже по 400–500 років. Колись тут стояла церква великомучениці Параскеви П'ятниці, історія якої сягає 1563 р., а навколо неї за тодішнім звичаєм знаходився парафіяльний цвинтар.
16ЗЗ р. мешканці кременецького передмістя Запоточчя, що були парафіянами П’ятницької церкви, виклопотала дозвіл перенести храм у зручніше місце і згодом побудували собі нову церкву, яку освятили в ім’я Воздвиження Чесного й Животворящого хреста Господнього, а кладовище залишилося на старому місці. 
На початку 90-х рр. минулого століття посеред старовинного цвинтаря встановили пам’ятник козакам, які полягли восени 1648 р. під час здобуття Кременецького замку.